# المباركة (جازان)
قرية المباركة أو عنطوطة سابقاً، إحدى قرى منطقة جازان وهي قرية سكنية تابعة لمحافظة الطوال جنوب غرب السعودية، وتبعد 8 كم باتجاه الجنوب من مدينة صامطة.

## الموقع
تقع قرية المباركة على الطريق الواصل بين منطقة خصبة زراعياً وقريبة إلى الحدود اليمنية السعودية، كما تبعد حوالي 60 كيلومتراً بالاتجاه الجنوبي الشرقي من مدينة جازان، لها عند خط طول 42 درجة وخط العرض 16 درجة، كما وتبعد عن الحدود اليمنية مسافة أقل من 6 كيلومتر ويمر منها الطريق الدولي الواصل بين جازان والحديدة.

## عدد السكان
بلغ عدد سكان قرية المباركة بحسب التعداد السكاني للعام 1431 هـ (5081) نسمة منهم (4548) من السعوديين و(355) غير السعوديين.

## انظر ايضاً
- الطرشية
- الخضراء

## وصلات خارجية
- بيانات المجلس البلدي من الأمانة العامة لشؤون المجالس البلدية
- حصر الخدمات بالمدن والقرى بمنطقة جازان
- دليل الخدمات بمنطقة جازان